# Dorohucza
Dorohucza is een plaats in het Poolse district  Świdnicki (Lublin), woiwodschap Lublin. De plaats maakt deel uit van de gemeente Trawniki en telt 753 inwoners. In de Tweede Wereldoorlog was even ten oosten van het dorp het nazi-werkkamp kamp Dorohucza.